# Gillbeea papuana
Gillbeea papuana là một loài thực vật có hoa trong họ Cunoniaceae. Loài này được Schltr. mô tả khoa học đầu tiên năm 1914.